# 平糸站

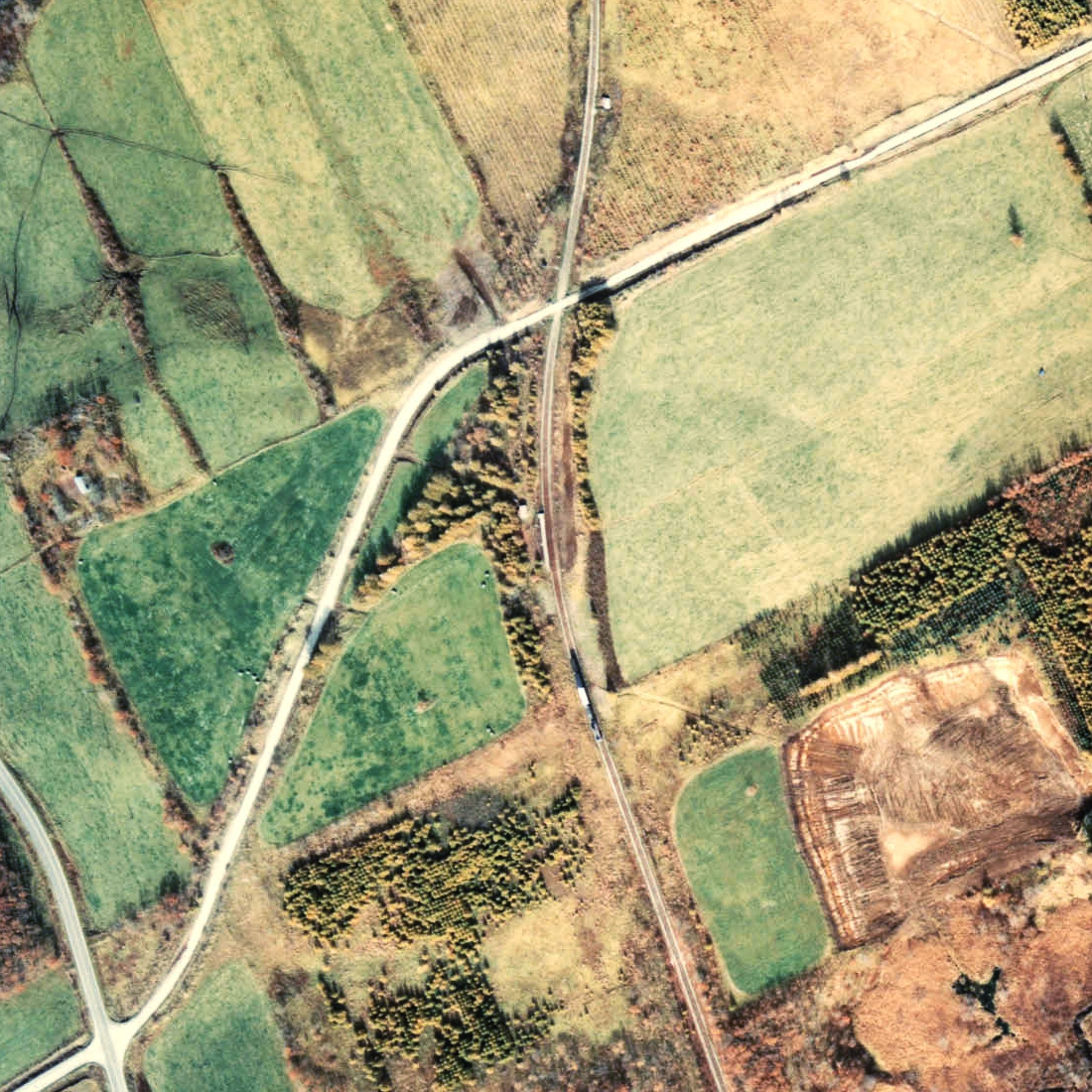
1977年的平糸站與方圓約500米範圍。上方為中標津方向。圖中可看到車站與道路之間設有一條穿透森林的小道。

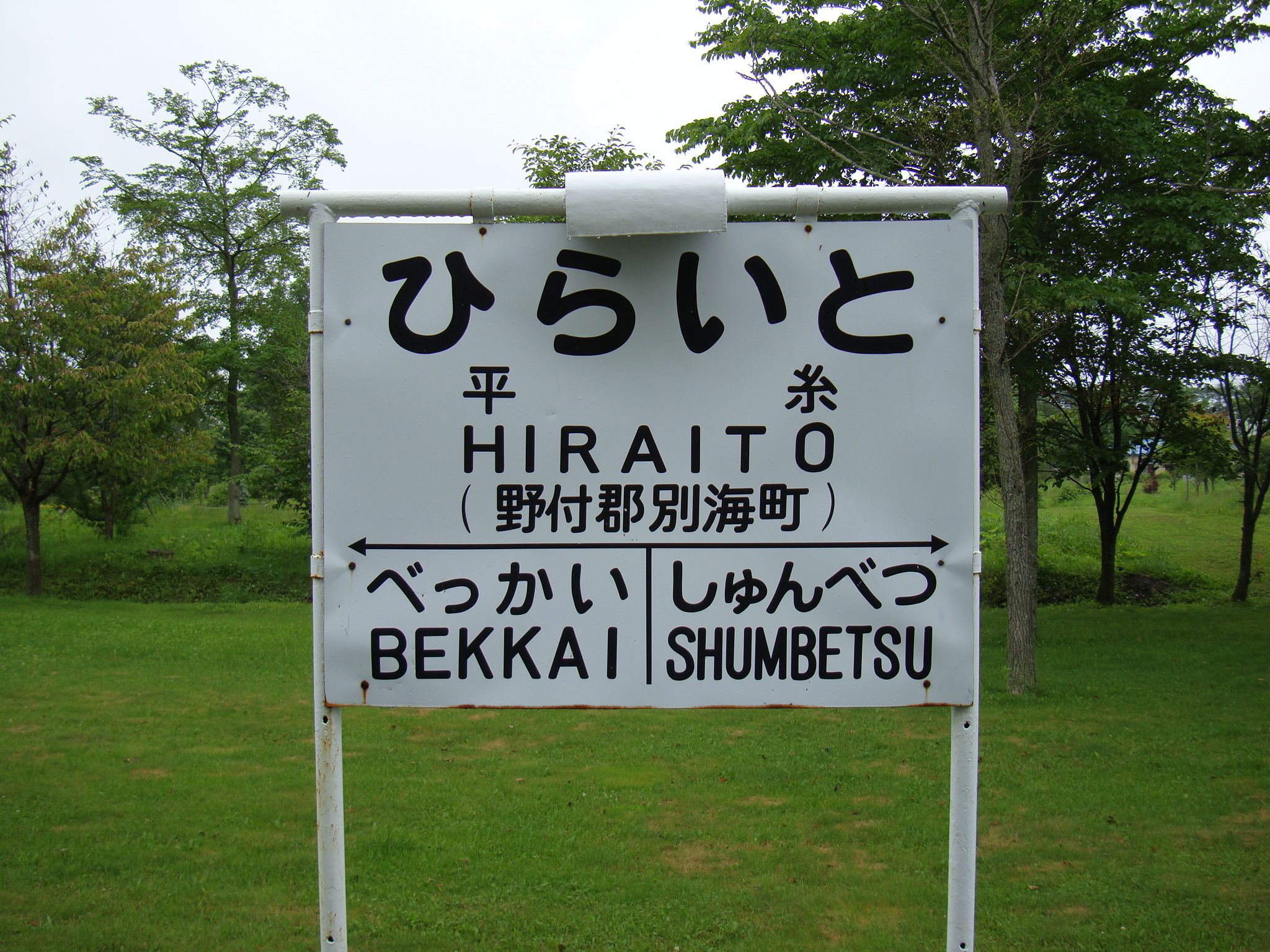
別海町鐵道紀念公園保存的站名牌

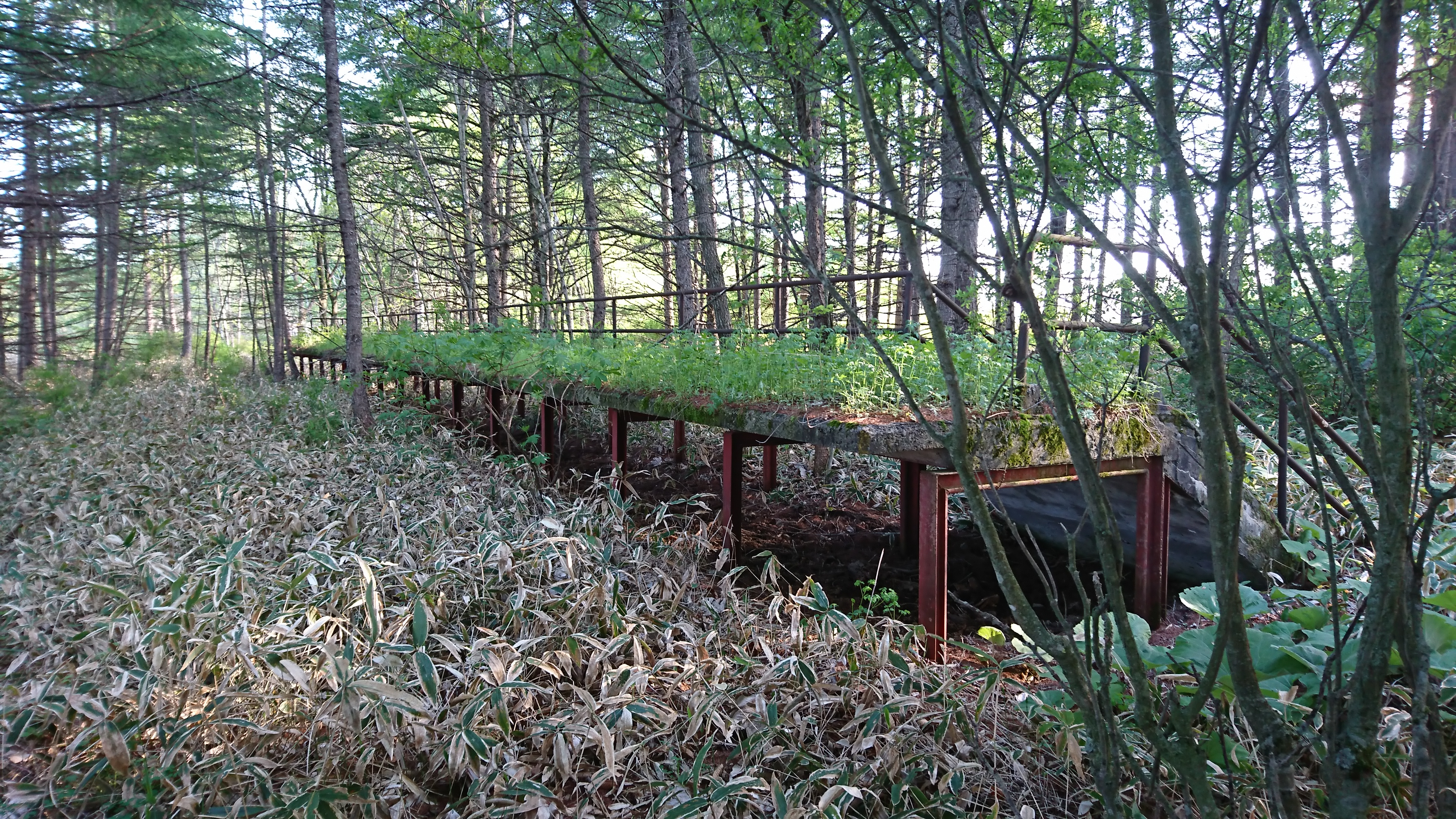
令和2年7月的車站遺址

平糸站（日语：／ Hiraito eki */?）是位於北海道野付郡別海町別海，北海道旅客鐵道（JR北海道）的標津線支線車站（廢站）。隨著標津線廢線，車站在1989年（平成元年）4月30日廢除。

## 歷史
- 1961年（昭和36年）10月1日 - 日本國有鐵道（國鐵）標津線平糸臨時乘降場啟用[1]。
- 1967年（昭和42年）4月1日 - 升級至車站，名為平糸站。當時為旅客車站。
- 1987年（昭和62年）4月1日 - 伴隨國鐵分割民營化，車站由北海道旅客鐵道（JR北海道）營運。
- 1989年（平成元年）4月30日 - 標津線全線廢除，此站也廢除[1]。

### 站名的由來
車站名稱取自當地地名。地名源自阿伊努語的「ピラエトゥ（pira-etu）」（懸崖、鼻）。

## 車站構造
截至車站廢除前，此站是地面車站，設有1面1線的單式月台。當時為無人車站。月台是一座鋼架製造，並且鋪上了混凝土板。月台位於站內西邊（中標津方向的列車會開啟左邊車門）。
另外，月台靠近中標津一方，樓梯附近設有候車室。

## 車站周邊
- 北海道道8號根室中標津線（日语：北海道道8号根室中標津線）
- 根室交通（日语：根室交通）「平糸」巴士站

## 現況
車站遺址雖然埋在灌木叢中，但是月台還存在。

## 相鄰車站
北海道旅客鐵道
標津線 （支線）
春別－平糸－別海

## 注腳
1. 1 2 3  太田幸夫.  1. 札幌市: 富士Comtem. 2004-02-29: 183. ISBN 4-89391-549-5 （日语）.
2. ↑  札幌鉄道局 (编). . 北彊民族研究会. 1939: 170. NDLJP: 1029473 （日语）.
3. ↑  本多 貢. 児玉　芳明 , 编. . 札幌市: 北海道新聞社. 1995-01-25: 78. ISBN 4893637606. OCLC 40491505 （日语）.